# Mikael Ericsson
Mikael Ericsson (28. veljače 1960.) je bivši švedski vozač reli utrka.
Ericsson je nastupao na utrkama svjetskog prvenstva u reliju (WRC) od 1981.g. do 1993. Ukupno je zabilježio 40 nastupa na WRC utrkama, te pobijedio na dvije utrke tijekom sezone 1989. Te godine u ukupnom poretku na kraju sezone bio je na četvrtome mjestu što mu je i najbolji rezultat.
Pobijedio je na Reliju Argentina vozeći automobil Lancia Delta Integrale, te Reliju Finska vozeći Mitsubishi Galant VR-4.
Suvozač mu je bio sunarodnjak Claes Billstam.